# 卢卡斯·范·莱顿
卢卡斯·范·莱顿（Lucas van Leyden）（1494年莱顿 – 1533年8月8日莱顿 ），又名Lucas Hugensz或Lucas Jacobsz，是一位荷兰雕刻家和油画家，在莱顿出生并主要生活在这里。 他是第一批荷兰风俗画的大师之一，也被广泛视为艺术史上杰出的雕刻家之一。

## 生平
他师从其父及科内利斯·恩赫布雷赫茨（Cornelis Engelbrechtsz）学习基本油画技巧，其父并无作品传世。但他早熟的创造性才是他成功的关键。我们尚不知道他师从何人学习雕刻，但他借鉴了马康托尼奥·雷蒙迪（Marcantonio Raimondi）的作品，后者的创作主题被卢卡斯的油画和雕刻所重新诠释。他在很年轻的时候便已熟练掌握了艺术技艺，已知他最早的一幅版画(《穆罕默德和被杀害的僧侣》) 作于1508年，当时他大概只有14岁，该画没有一丝灵感或技术上的青涩之处。

### 油画作品

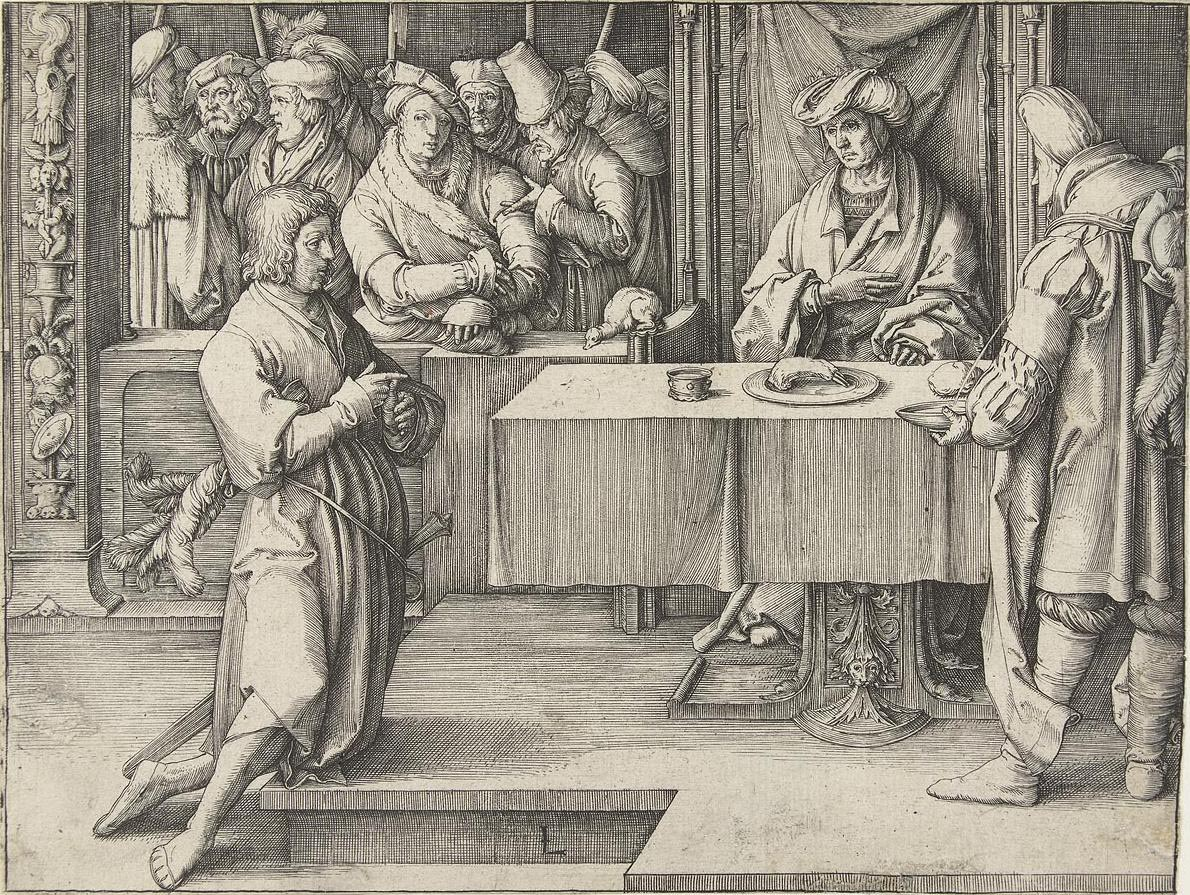
Joseph Explains Pharaoh's Dream, engraving, 1512

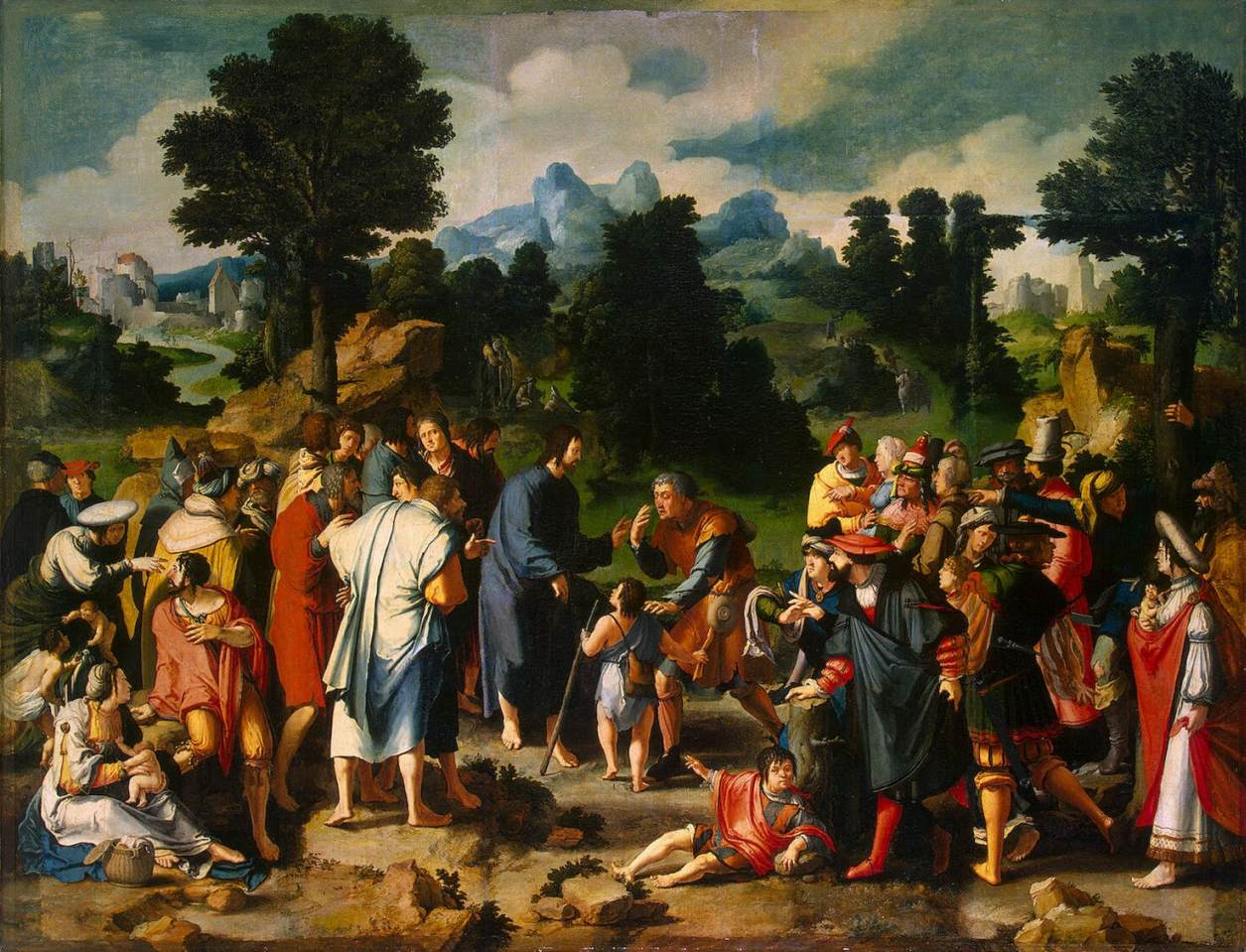
《治愈耶利哥的盲人》, 转移到一块画布上的三联画，1531年

现在存世的肯定为卢卡斯所作的有十七幅油画，此外还有二十七幅由卡勒尔·范·曼德尔（Carel van Mander）的描述、同时代的复制品或17世纪末扬·德比斯霍普（Jan de Bisschop）对其所作的素描而为人所知。 马克斯·雅各布·弗里德兰德（Max Jakob Friedländer）并未辨认出任何风格发展上的清晰模式，很大程度上是因为卢卡斯的全部作品已因被发现时不再能持久保存而早已肿胀且模糊。
1514年，卢卡斯加入了莱顿的油画家公会。看来他大举出游，1512年有记载他访问了安特卫普，该年也正是阿尔布雷希特·丢勒（Albrecht Dürer）的尼德兰旅行之年，1527年他访问了米德尔堡并在此会见了扬·马比斯（Jan Mabuse）。一套完好的有日期的系列雕刻使我们能够追踪其版画作家的生涯，并确定许多其油画作品的日期。对卢卡斯来说，丢勒是唯一最大的影响，但卢卡斯在丢勒的进路上稍欠才智，而倾向于注意题材的逸事特色并以讽刺画和风俗图案为乐。
埃莉斯·洛顿·史密斯将卢卡斯的艺术生涯划分为四个主要阶段，即早期半长图（约1506-1512年），风景画的发展（约1512-1520年），安特卫普油画的影响（约1521-1525年）以及最后的作品（约1525-1531年），此时的多个图都呈现了林木茂盛的风景，比如《治愈耶利哥的盲人》 (插图)。 
卡勒尔·范·曼德尔（Carel van Mander）将卢卡斯视为不知疲倦的艺术家，当他还是孩子时便因日暮之后长时间作画而惹恼了其母，这不光是因为其母觉得烧蜡烛的费用高，也是因为她觉得这对他的敏感的感情不是好事。根据范·曼德尔的认识，他在还是孩子时只和其他年轻的艺术家如油画家、玻璃蚀刻工及金匠厮混，并由Heer van Lochorst（Johan van Lockhorst of Leiden, 1510年去世）自其12岁起每年支付其一个金荷兰盾（golden florin）以创作圣胡伯（St. Hubert）的水彩画。由于他很年轻时便开始创作，尽管其早亡，仍留下了丰富的作品，而且也已经成为一位伟大的画家。

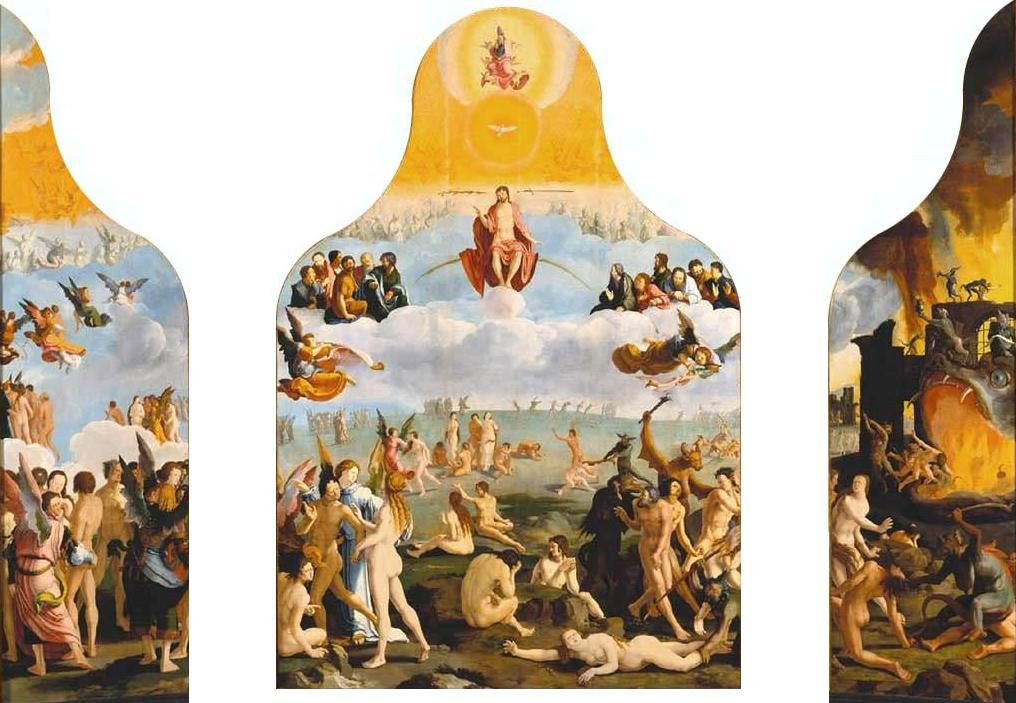
最后的审判

卢卡斯在他的时代获得了极高的声誉，乔吉奥·瓦萨里（Giorgio Vasari）（称他作Lucas van Hollandt）甚至推崇他超过丢勒。他被普遍视为平面艺术史上最伟大的人物之一，因为他的蚀刻画和木刻可以和其雕刻相媲美，且他也是一位非凡的绘画家。他作为油画家的地位稍逊，但他仍是他那个时代无可争议的最伟大的荷兰油画家之一。他是荷兰风俗画传统的先驱，其证据是他的《棋手》 (Gemäldegalerie, Berlin)- 实际上表现了一个多变化的游戏，名为'courier - 还有他的《玩牌者》（华盛顿哥伦比亚特区美國國家藝廊），而他的著名的三联画《最后的审判》（莱顿市立博物馆，1526–1527，见插图）显示了他作为宗教油画家所能达到的高度。它富于表现力地展现了他的生动的想像力，他作为善用色彩的画家的非凡能力，以及他灵巧和流畅的笔法。